# Котиџ Сити (Мериленд)
Котиџ Сити (енгл. Cottage City) град је у америчкој савезној држави Мериленд.

## Демографија
По попису из 2010. године број становника је 1.305, што је 169 (14,9%) становника више него 2000. године.
| Група             | 2000.       | 2010.       |
| Белци             | 300 (26,4%) | 150 (11,5%) |
| Афроамериканци    | 622 (54,8%) | 608 (46,6%) |
| Азијати           | 46 (4,0%)   | 90 (6,9%)   |
| Хиспаноамериканци | 151 (13,3%) | 449 (34,4%) |
| Укупно            | 1.136       | 1.305       |